# Communauté de communes de la Région de Vézénobres
La communauté de communes de la Région de Vézénobres est une ancienne communauté de communes française, située dans le département du Gard et la région Languedoc-Roussillon.

## Composition
Elle comprend, lors de sa dissolution, les 16 communes suivantes :
| Nom                          | Code Insee | Gentilé          | Superficie (km2) | Population (dernière pop. légale) | Densité (hab./km2) |
| ---------------------------- | ---------- | ---------------- | ---------------- | --------------------------------- | ------------------ |
| Vézénobres (siège)           | 30348      | Vézénobrais      | 17,07            | 1 756 (2014)                      | 103                |
| Boucoiran-et-Nozières        | 30046      | Boucoirannais    | 14,52            | 878 (2014)                        | 60                 |
| Brignon                      | 30053      | Brignonais       | 6,67             | 790 (2014)                        | 118                |
| Castelnau-Valence            | 30072      | Castelnovans     | 10,27            | 435 (2014)                        | 42                 |
| Cruviers-Lascours            | 30100      | Cruscourois      | 5,51             | 689 (2014)                        | 125                |
| Deaux                        | 30101      | Deusiens         | 5,95             | 677 (2014)                        | 114                |
| Euzet                        | 30109      | Euzetois         | 6,81             | 415 (2014)                        | 61                 |
| Martignargues                | 30158      | Martignargois    | 4,93             | 420 (2014)                        | 85                 |
| Méjannes-lès-Alès            | 30165      | Méjannais        | 6,58             | 1 208 (2014)                      | 184                |
| Monteils                     | 30177      | Monteilois       | 6,98             | 648 (2014)                        | 93                 |
| Ners                         | 30188      | Nersiens         | 4,96             | 740 (2014)                        | 149                |
| Saint-Césaire-de-Gauzignan   | 30240      | Saint-Césairiens | 6,84             | 375 (2014)                        | 55                 |
| Saint-Étienne-de-l'Olm       | 30250      | Stéphanolmiens   | 4,18             | 351 (2014)                        | 84                 |
| Saint-Hippolyte-de-Caton     | 30261      | Catonais         | 6,15             | 215 (2014)                        | 35                 |
| Saint-Jean-de-Ceyrargues     | 30264      | Saint-Jeannais   | 6,65             | 164 (2014)                        | 25                 |
| Saint-Maurice-de-Cazevieille | 30285      | Saint-Mauriçois  | 13,15            | 702 (2014)                        | 53                 |

## Administration
Le président de la communauté de communes était de 2008 à 2012, Monsieur Pierre Soulier, maire de Saint-Hippolyte-de-Caton. 
De 2001 à 2008, il s'agissait Jacques Gras, ancien maire de Vézénobres et ancien conseiller général (DVD) du Canton de Vézénobres.